# 유대 민족 기금

로고

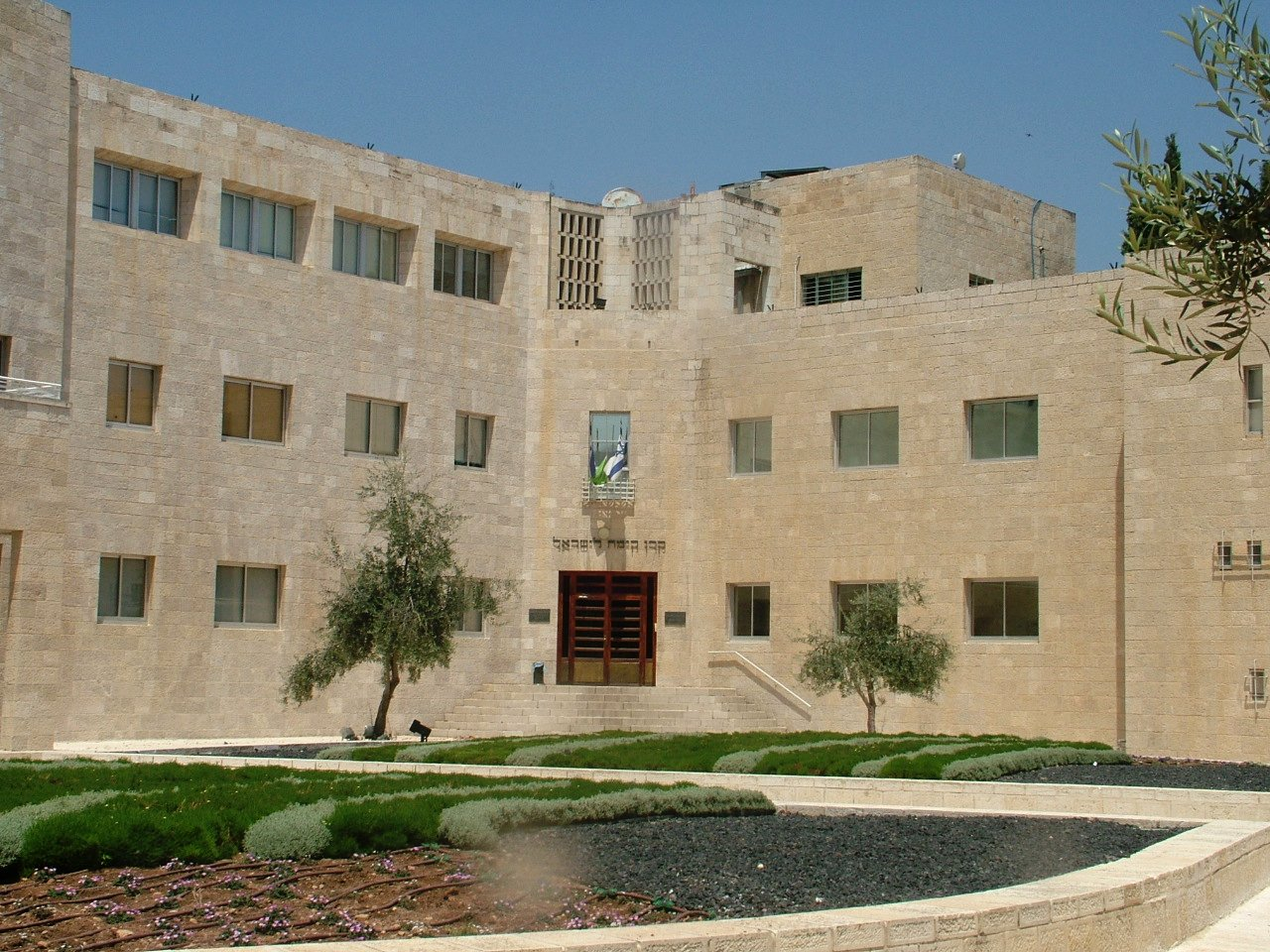
예루살렘 본사

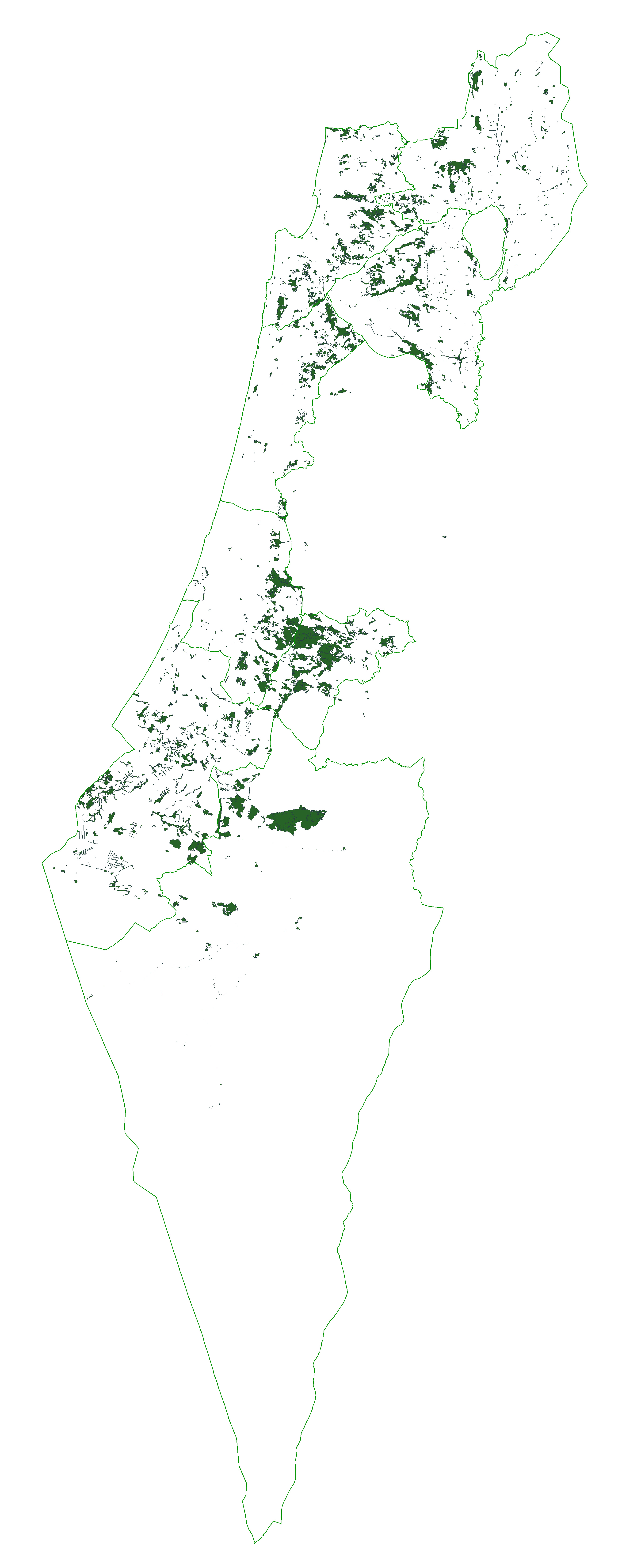
유대 민족 기금이 작성한 이스라엘의 심은 숲 지도

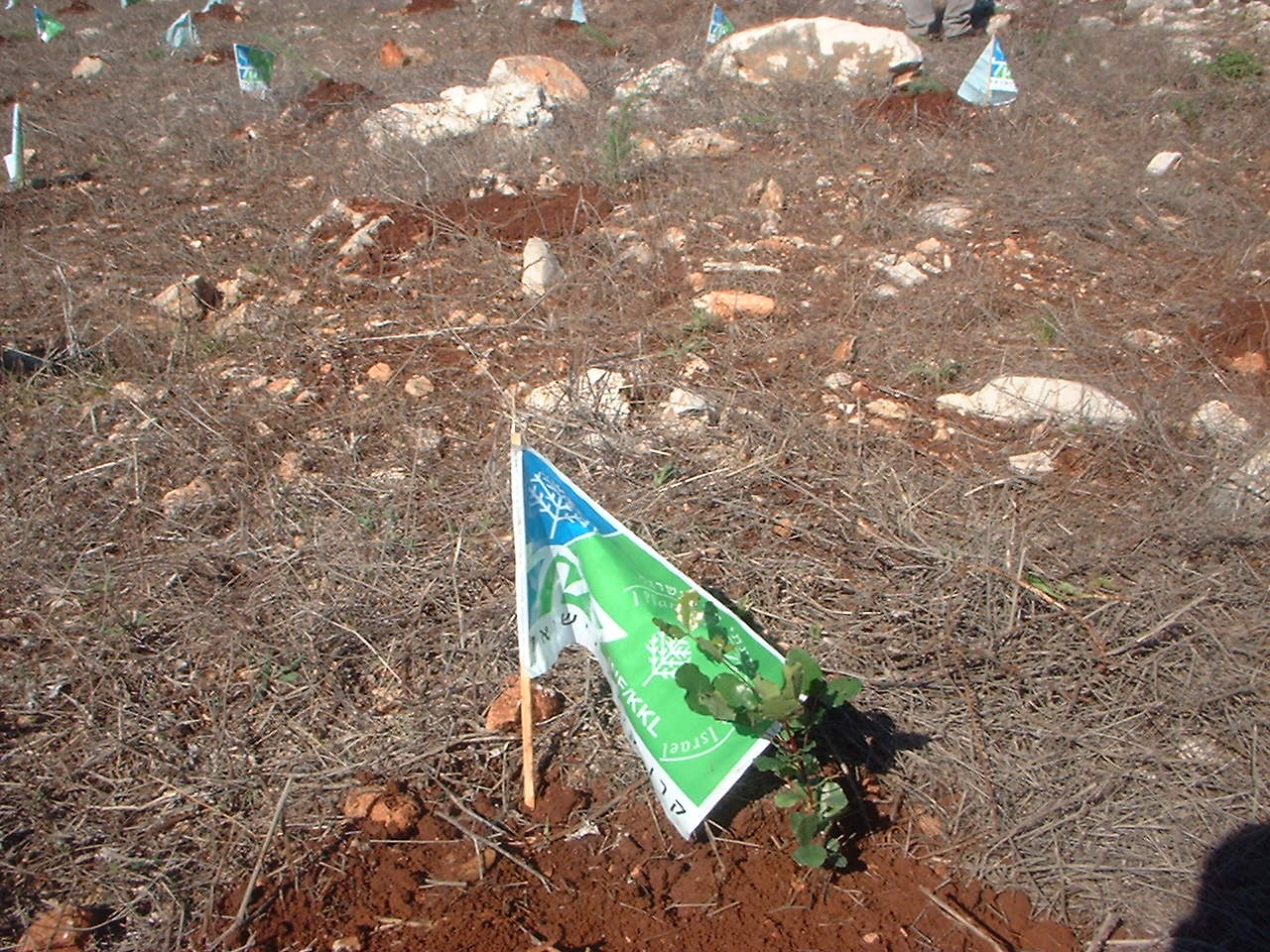
유대 민족 기금이 최근 심은 어린 나무

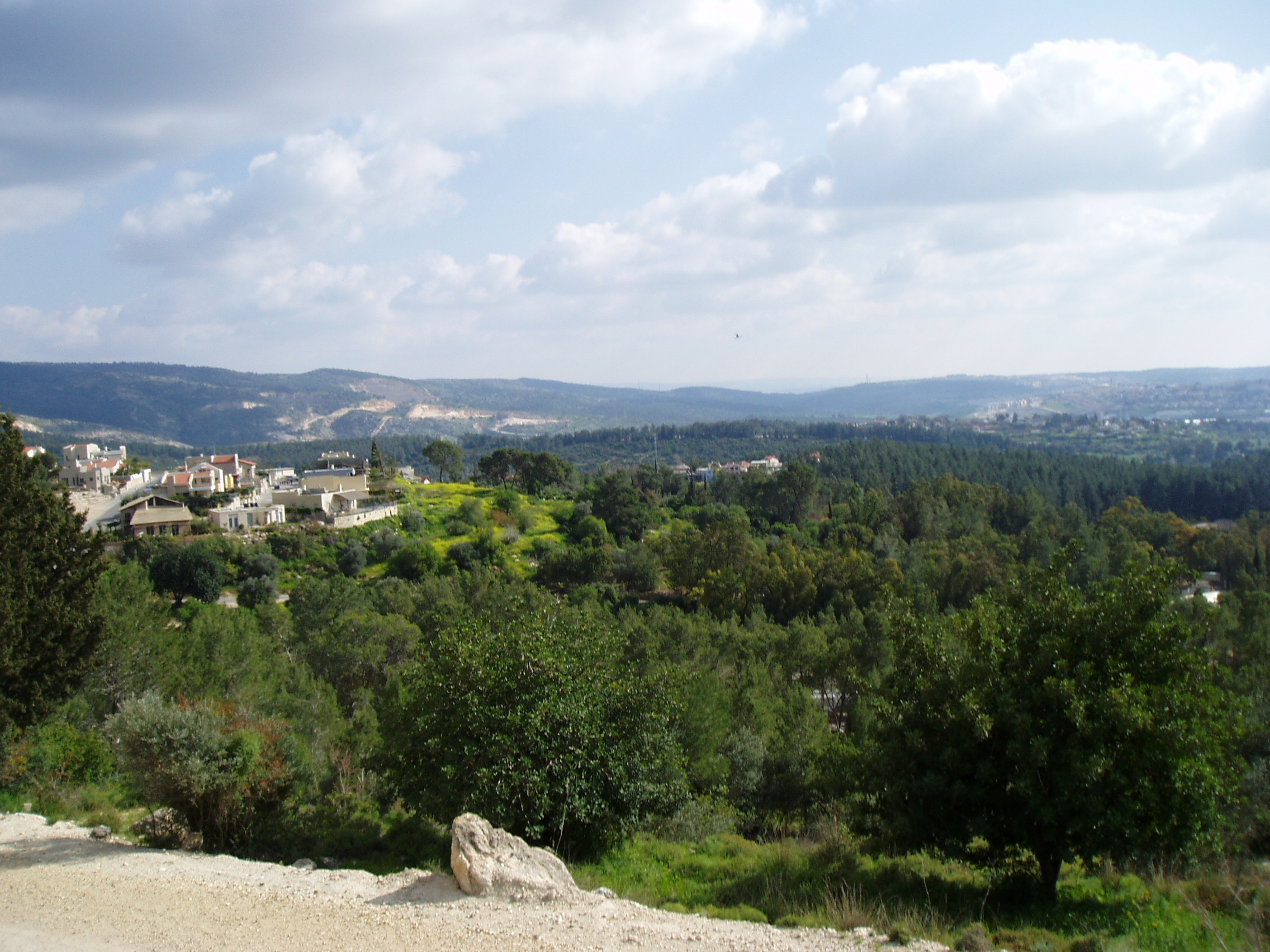
유대 민족 기금이 심은 에스타올 숲

유대 민족 기금(Jewish National Fund, JNF, 히브리어: קֶרֶן קַיֶּימֶת לְיִשְׂרָאֵל)은 유대인 정착을 위해 오스만령 시리아(나중에 팔레스타인 위임통치령, 이후 이스라엘 및 팔레스타인 영토)에서 토지를 구입하고 개발하기 위해 1901년에 설립된 비영리 조직이다. 2007년에는 이스라엘 전체 토지의 13%를 소유하게 되었다. JNF는 창립 이래 이스라엘에 2억 4천만 그루 이상의 나무를 심었다. 또한 180개의 댐과 저수지를 건설하고 250,000에이커(1,000km2)의 토지를 개발했으며 1,000개 이상의 공원을 설립했다.
2002년에 JNF는 평생 공로와 사회 및 이스라엘 국가에 대한 특별한 공헌으로 이스라엘상을 수상했다.